# Backhousieae
Backhousieae es una tribu de plantas de la familia de las mirtáceas. Tiene los siguientes géneros:

## Géneros
- Backhousia Hook. & Harv.
- Choricarpia Domin